# فرودگاه هنگیواگ باجیالینگ
فرودگاه هنگیواگ باجیالینگ (به انگلیسی: Hengyang Bajialing Airport) یک فرودگاه نظامی و همگانی با کد یاتا HNY است . این فرودگاه در کشور چین قرار دارد .